# Riwallon de Bretagne
Riwallon de Bretagne (IXe siècle) , est un prince de Bretagne, fils aîné  du roi Salomon et de son épouse Wembrit. Il est moins connu que son père ou que son beau-frère Pascweten.

## Origine
Riwallon porte le nom de son grand-père paternel. Son père Salomon était le cousin d'Erispoë qui dans un acte de 856 qualifie « Salomon filii Riwallon » de « consobrino meo ». Selon Pierre Le Baud, Salomon était « fils de Riwallon, frère de Nominoë ». Ce Riwallon n'était peut-être que le beau-frère, plutôt que le frère de Nominoë, car les noms utilisés dans la famille de ce dernier (Nominoë, Erispoë, Conan) sont totalement différents de ceux de la famille de Riwallon (Riwallon, Salomon, Rivelen, Guigon) ce qui laisse supposer, selon les règles de l'onomastique médiévale, qu’ils appartenaient à deux lignées agnatiques différentes.

## Prince breton
Pendant le règne de son père le roi Salomon de Bretagne (857-874), Riwallon souscrit de nombreux actes du Cartulaire de Redon, seul ou conjointement avec son frère cadet Guigon (ou Wigon).
Le dernier acte connu où il apparaît est daté du 9 juillet 871. Il semble qu’il soit décédé peu après car dans un acte du 10 février 872 son frère  « Vuigon filius ejus testis » est seul mentionné. En 873 selon les Annales de Saint-Bertin c'est Guigon qui se recommande à Charles le Chauve. Enfin lorsque Salomon veut abdiquer en 874 il envisage de céder le trône à ce même fils le jeune Guigon.

## Postérité
La documentation subsistante ne donne aucune information sur une union de Riwallon ni a fortiori sur son éventuelle descendance. 

### L'Histoire
Dans son ouvrage, Joëlle Quaghebeur relève cependant qu’au XIe siècle, Onwen, la fille d’un certain Rivelen de Crozon  qui avait épousé Orscand évêque de Cornouaille (mort en 1064) , le frère du comte Alain Canhiart, avait nommé son fils cadet Guégon et qu’un de ses petits-fils portait le nom royal de Salomon.
Il semble donc que les noms de la lignée de Salomon de Bretagne se transmettaient encore à des cadets dans des familles nobles de cette époque peut être en témoignage d'une descendance en ligne féminine.

### La légende
Des  généalogies très postérieures établies pour le compte de famille nobles de Bretagne désireuses de démontrer l’ancienneté de leur lignage en la rattachant aux Rois de Bretagne et à l’époque carolingienne n’ont pas hésité à attribuer à Riwallon, personnage bien réel mais presque inconnu, une large postérité. Ces affirmations ne reposent bien entendu sur aucun document contemporain du personnage.
Selon cette littérature pseudo historique « Plusieurs maisons féodales bretonnes descendent ainsi de Riwallon. Celles dont « la filiation mâle, naturelle et légitime est certaine et établie par des sources incontestables », « Chacune de ces terres princières, désormais indépendante des autres, fut transmise aux descendants mâles de Riwallon, nommés les princes de Bretagne » elles seraient :[réf. nécessaire]
- la maison d'Acigné ;
- la maison de Châteaubriand ;
- la maison de Rohan ;
- la maison de Rougé ;
- la maison de Rieux. »

## Sources
- Joëlle Quaghebeur La Cornouaille du IXe au XIIe siècle, Mémoire, pouvoirs, noblesse. Presses Universitaires de Rennes 2002  (ISBN 2868477437).
- (en) Rivallon sur Medieval Lands